# 今本忠彦
今本 忠彦（いまもと ただひこ、1968年1月31日 - ）は日本のヒプノセラピスト。
血液型はO型。星座は水瓶座。大阪府出身。

## 経歴
大阪府立阿倍野高等学校を卒業後、母親の母国である韓国に留学し、1988年に漢陽大学校商経大学校経営学科に入学、1992年に卒業。その後、イギリスのロンドンに留学し、1994年に帰国。帰国後、アメリカの外資系企業に就職し、2007年まで勤める。
2007年からヒプノセラピーを本格的に学び始め、翌年の2008年に大阪・上本町に「クリアライト」を設立。パーソナルセッションとスクールの運営を開始する。
2013年に活動拠点を東京に移し、株式会社CLEAR LIGHTを設立。現在は、ヒプノセラピーのパーソナルセッションとNLPのコーチングセッションの提供、そしてヒプノセラピースクールとNLPスクールの運営を行っている。

## 人物
- 日本語、韓国語、英語を自由に扱えるトライリンガル。
- 趣味はギター演奏と瞑想。

## 資格[3]
- NGH米国催眠士協会認定マスタートレーナー
- ABH米国催眠療法協会認定マスタートレーナー
- 全米NLP協会認定マスタートレーナー

## 著書[4]
- 『世界基準のヒプノセラピー入門[5]』河出書房新社、2017年3月30日初版発行、2024年4月30日2印発行